# Vahe Tadevosyan
Vahe Tadevosyan (armenio: Վահե Թադեւոսյան, Ereván, Unión Soviética, 17 de octubre de 1983) es un futbolista armenio. Juega de volante y su actual club es el FC Aarau de la Super Liga Suiza.

## Carrera
Vahe Tadevosyan debutó en el fútbol armenio en 2001 con el Kotayk Abovian. Después entró al Ararat Yerevan en 2004, siguió en la Liga de su país jugando en el FC Banants donde jugó 36 partidos y anotó 15 goles.

## Clubes
| Club              | País    | Año       |
| ----------------- | ------- | --------- |
| FC Kotayk Abovian | Armenia | 2001-2003 |
| Ararat Yerevan    | Armenia | 2004-2005 |
| FC Banants        | Armenia | 2005-2006 |
| FC Aarau          | Suiza   | 2006-2008 |
| FC Banants        | Armenia | 2009-2010 |
| Shengavit FC      | Armenia | 2010-     |

- Datos: Q1382480